# Sukeban Deka
Sukeban Deka (jap. スケバン刑事) ist eine Shōjo-Manga-Reihe von Shinji Wada, die als Anime, Fernsehserie und drei Kinofilme adaptiert wurde.

## Name
Sukeban (スケバン) sind in den 1960ern entstandene kriminelle Mädchenbanden, 刑事 steht für einen ermittelnden Polizisten. Die Kanjis werden normalerweise als keiji gelesen, während das hier stattdessen verwendete deka Slang für einen Polizisten in Zivil ist.

## Manga
Der Manga von Shinji Wada erschien zwischen Januar 1976 und Dezember 1982 in Hakusenshas Shōjo-Magazin Hana to Yume. Die Kapitel wurden dann als Tankōbon in 22 Bänden durch das Imprint Hana to Yume Comics veröffentlicht.
Von August 2004 bis Juli 2005 erfolgte eine Neuauflage als 12-bändiges Kanzenban durch Media Factorys Imprint MF Comics.
Die Manga wurden mehr als 20 Millionen Mal verkauft.

### Handlung
Die jugendliche Straftäterin Saki Asamiya (麻宮 サキ) wird von dem hochrangigen Polizisten Kurayami (暗闇警視, Kurayama-keishi) erpresst für die Tokioter Polizei zu arbeiten. Dieser hat bereits Sakis Vater durch Todesstrafe hinrichten lassen und verspricht im Falle ihrer Kooperation die Todesstrafe ihrer Mutter auszusetzen. Sie soll mit Hilfe des Privatdetektivs Kyōichirō Jin (神 恭一郎) Schulen für die Polizei infiltrieren um Verbrechen aufzudecken. Bewaffnet ist sie dabei mit einem Metall-Jo-Jo, welches auch als ihre Dienstmarke fungiert.

## Adaptionen

### Anime
Basierend auf den ersten drei Bänden erschien 1991 eine OVA in zwei Teilen auf VHS. Regisseur war Takeshi Hirota. Das Character Design stammt von Nobuteru Yūki. Am 18. Februar 2000 erfolgte eine Neuauflage auf DVD.
1998 wurde eine englische Fassung der OVA durch ADV Films auf VHS in den Varianten OmU und Synchronisation veröffentlicht. Beide Varianten erschienen am 11. März 2003 erneut wiederum auf DVD.

### Fernsehserie
Die erste Staffel Sukeban Deka mit 24 Folgen der Fernsehserie (Dorama) wurde zwischen dem 11. April und 31. Oktober 1985 auf Fuji TV ausgestrahlt. Produziert wurde diese von Tōei unter der Regie von Hideo Tanaka. Die Protagonistin Saki Asamiya wurde gespielt von der Sängerin und Schauspielerin Yuki Saitō, die auch den Abspanntitel Shiroi Honō sang.
Direkt im Anschluss vom 7. November 1985 bis zum 23. Oktober 1986 folgte die Ausstrahlung der zweiten Staffel Sukeban Deka II: Shōjo Tekkamen Densetsu (スケバン刑事II 少女鉄仮面伝説, dt. „~: Die Legende des Mädchens mit der eisernen Maske“). Regie der 42 Folgen umfassenden Serie war wieder Hideo Tanaka. Protagonistin jedoch ist hier ist das Mädchen Yūko Godai (五代 陽子; gespielt von Yōko Minamino) die, nachdem sie von ihrer Eisenmaske befreit wird, den Namen Saki Asamiya annimmt. Unterstützt wird sie von zwei weiteren sukeban: Kyōko Nakamura (中村 京子; gespielt von Haruko Sagara) und Yukino Yajima (矢島 雪乃; gespielt von Akie Yoshizawa). Der erste Abspann Naze? no Arashi wurde von der Girl Group Onyanko Club gesungen deren Mitglied Akie Yoshizawa war, der zweite und dritte Abspann – Kanashimi Monument bzw. Kaze no Madrigal – von Yōko Minamimo.
Dem wieder direkt im Anschluss folgte vom 30. Oktober 1986 bis zum 29. Oktober 1987 die dritte Staffel Sukeban Deka III: Shōjo Nimpōchō Denki (スケバン刑事III 少女忍法帖伝奇, dt. etwa: „~: Mädchen-Ninja-Technikbuch-Abenteuer“) mit 43 Folgen. Protagonistin hier ist die sukeban Yui Kazama (風間 唯; gespielt von Yui Asaka), die zur dritten Saki Asamiya wird. Dabei wird sie unterstützt von ihren beiden Schwestern Yuka (風間 結花; gespielt von Yuka Ōnishi) und Yuma (風間 由真; gespielt von Yuma Nakamura.) Die Serie ist teilweise beeinflusst von Star Wars: so heißt Yuis Mentor Kazuya Yoda (依田 一也; gespielt von Nagare Hagiwara) und ihre Leibwächterin Leia Kido (城戸 礼亜; gespielt von Satomi Fukunaga). Alle vier Schauspielerinnen haben auch jeweils eine Vielzahl von Alben und Singles veröffentlicht, so dass der erste Abspann Heart no Ignition von Satomi Fukunaga, der zweite Star, der dritte Hitomi ni Storm, der vierte Niji no Dreamer je von Yui Asaka und der fünfte Remember von den „Kazama-Schwestern“ gesungen wurde.

### Kinofilme
Der erste Kinofilm Sukeban Deka wurde am 14. Februar 1987 uraufgeführt. Der Film verbindet die zweite und die dritte Staffel miteinander, so dass die Protagonistinnen Yūko Godai und Yui Kazama sind. Der Film erschien als Sukeban Deka – The Movie am 11. April 2006 in den USA.
Der zweite Kinofilm Sukeban Deka: Kazama San-shimai no Gyakushū (スケバン刑事 風間三姉妹の逆襲, dt. „~: Gegenangriff der 3 Kazama-Schwestern“) erschien am 11. Februar 1988. Als Sukeban Deka: Counter Attack from the Kazama Sisters wurde er auch am 11. April 2006 in den USA veröffentlicht.
Am 21. September 2007 wurden beide Filme als Sukeban Deka – Double Feature durch Rapid Eye Movies in Deutschland gemeinsam auf DVD veröffentlicht. Der erste Teil unter dem Titel Sukeban Deka – Der Film und der zweite unter Sukeban Deka – Die Kazama-Schwestern schlagen zurück. In den USA erschien ein derartiges Double Feature am 18. März 2008 als Sukeban Deka Pack.
Der letzte Kinofilm Sukeban Deka: Codename = Asamiya Saki (スケバン刑事 コードネーム=麻宮サキ) wurde mehr als 8 Jahre nach dem zweiten Teil am 30. September 2006 erstmals aufgeführt. Hier führte erstmals Kenta Fukasaku statt Hideo Tanaka Regie. Auch schließt der Kinofilm nicht an die Fernsehserien an, sondern ist eigenständig. Die damit vierte Saki Asamiya wird von Aya Matsuura gespielt. Als Hommage an die Serie spielt Yuki Saitō hier die Mutter der vierten Saki. Der Film wurde als Yo-Yo Girl Cop am 17. Juli 2007 durch Magnolia Pictures in den USA und am 21. September 2007 unter demselben Titel durch Rapid Eye Movies in Deutschland veröffentlicht.

### Spieleumsetzungen
Für das japanische Master System erschien 1987 Sukeban Deka II - Shōjo Tekkamen Densetsu.